# East Lynne (Roman)

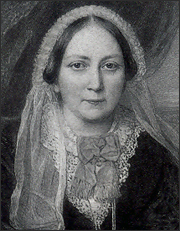
Ellen Wood, die Autorin von East Lynne

East Lynne ist ein 1861 erschienener Sensationsroman der britischen Schriftstellerin Ellen Wood. Der Roman wurde trotz seiner wenig glaubwürdigen Handlung im 19. Jahrhundert weit gelesen, wiederholt auf die Bühne gebracht und letztlich auch unter gleichnamigem Titel 1931 verfilmt. Eine deutsche Übersetzung von Sebastian Vogel erschien 2021 unter dem Titel Das Geheimnis von East Lynne.

## Inhalt
Die schöne, adelige Lady Isabel Vane begeht in einem Moment des Übermuts Ehebruch mit dem verruchten Francis Leaveson und verlässt für ihn ihren Ehemann Archibald Carlyle und ihre geliebten Kinder. Sie folgt Leaveson nach Frankreich, wo sie bald von ihm sitzen gelassen wird. Kurz danach wird sie bei einem Eisenbahnunfall verunstaltet und fälschlich zu den Todesopfern des Unglücks gezählt. Lady Isabel kehrt nach East Lynne zurück, um sich als Gouvernante um ihre eigenen Kinder zu kümmern. Auf Grund ihrer Gesichtsverletzungen und ihre eigenartigen Kleidung bleibt sie in ihrem eigenen Haushalt unerkannt. Ihr Ehemann hat nach ihrem vermeintlichen Tod erneut geheiratet. Barbara Haare, die zweite Frau von Archibald Carlyle, ist ein Vorbild an vornehmen Eigenschaften. Aus Sicht von Kathryn Hughes repräsentiert Barbara Haare mit ihrer Treue zu ihrem Ehemann und ihren mütterlichen Eigenschaften das Idealbild britischer Mutterschaft. Letztlich wird Lady Isabel von ihrem Ex-Ehemann erkannt, der ihr verzeiht. Wenig später stirbt sie.
Mit dem Aufkommen der Sensations- und Kriminalromane werden Erzählelemente dieser Literaturgattungen auch im Viktorianischen Gouvernantenroman aufgegriffen. Lecaros zählt den im 19. und frühen 20. Jahrhundert viel gelesenen Sensationsroman East Lynne trotz seiner für einen viktorianischen Gouvernantenroman untypischen Handlung ebenfalls zu diesem Genre, weil die Heldin als Gouvernante Situationen durchlebt, wie sie zum Erzählkanon dieses Genres gehören.

## Übersetzungen
Das Geheimnis von East Lynne. Deutsch von Sebastian Vogel. epubli, 2021.